# Bołonia
Bołonia (ukr. Болоня) – wieś na Ukrainie, w obwodzie lwowskim, w rejonie styjskim (do 2020 roku w rejonie mikołajowskim).
Do 1989 roku miejscowość nosiła nazwę Bołoni (ukr. Болоні).